# Choix de plantes de la Nouvelle-Zelande
Choix de plantes de la Nouvelle-Zelande (abreviado Choix Pl. Nouv.-Zel.) es un libro ilustrado con descripciones botánicas que fue escrito por el cirujano naval y naturalista francés Étienne Fiacre Louis Raoul. En 1846 publica en París Choix de plantes de la Nouvelle-Zélande ("Selección de Plantas de Nueva Zelanda") con Fertin y D.Masson.